# شامانيا-أون-فالرومي
شمبنية في فَلرُومي أو شامانيا-أون-فالرومي (بالفرنسية: Champagne-en-Valromey)‏ هي بلدية فرنسية تقع في إقليم الآن في فرنسا. رمز إنسي لها هو:1079. أما الرمز البريدي لها فهو: 1260.